# Spanje op het Eurovisiesongfestival 2021
Spanje nam deel aan het Eurovisiesongfestival 2021 in Rotterdam, Nederland. Het was de 60ste deelname van het land aan het Eurovisiesongfestival. TVE was verantwoordelijk voor de Spaanse bijdrage voor de editie van 2021.

## Selectieprocedure
Nadat het Eurovisiesongfestival 2020 was afgelaste maakte de Spaanse openbare omroep reeds op 18 maart 2020 bekend dat Blas Cantó in 2021 een nieuwe kans zou krijgen om zijn vaderland te vertegenwoordigen op het Eurovisiesongfestival. In tegenstelling tot een jaar eerder werd er ditmaal gekozen voor een nationale finale om de Spaanse bijdrage te selecteren. De nationale finale vond plaats op 20 februari 2021. Het grote publiek kreeg de keuze uit twee nummers. Uiteindelijk viel de keuze op Voy a quedarme.

## Nationale finale
20 februari 2021
| Plaats | Lied           | Stemmen   |
| ------ | -------------- | --------- |
| 1      | Voy a quedarme | 1.781.550 |
| 2      | Memoria        | 1.290.526 |

## In Rotterdam
Als lid van de vijf grote Eurovisielanden mocht Spanje automatisch deelnemen aan de grote finale, op zaterdag 22 mei 2021. Daarin was Blas Cantó als dertiende van 26 acts aan de beurt, net na Daði & Gagnamagnið uit IJsland en gevolgd door Natalia Gordienko uit Moldavië. Spanje eindigde uiteindelijk op de 24ste plek, met amper 6 punten, allen vergeven door de vakjury's. Bij het publiek bleef Spanje puntenloos.
1961 · 1962 · 1963 · 1964 · 1965 · 1966 · 1967 · 1968 · 1969 · 1970 · 1971 · 1972 · 1973 · 1974 · 1975 · 1976 · 1977 · 1978 · 1979 · 1980 · 1981 · 1982 · 1983 · 1984 · 1985 · 1986 · 1987 · 1988 · 1989 · 1990 · 1991 · 1992 · 1993 · 1994 · 1995 · 1996 · 1997 · 1998 · 1999 · 2000 · 2001 · 2002 · 2003 · 2004 · 2005 · 2006 · 2007 · 2008 · 2009 · 2010 · 2011 · 2012 · 2013 · 2014 · 2015 · 2016 · 2017 · 2018 · 2019 · 2020 · 2021 · 2022 · 2023 · 2024 · 2025
Albanië · Australië · Azerbeidzjan · België · Bulgarije · Cyprus · Denemarken · Duitsland · Estland · Finland · Frankrijk · Georgië · Griekenland · Ierland · IJsland · Israël · Italië · Kroatië · Letland · Litouwen · Malta · Moldavië · Nederland · Noord-Macedonië · Noorwegen · Oekraïne · Oostenrijk · Polen · Portugal · Roemenië · Rusland · San Marino · Servië · Slovenië · Spanje · Tsjechië · Verenigd Koninkrijk · Zweden · Zwitserland